# Foreste delle Comore
Le foreste delle Comore sono un'ecoregione dell'ecozona afrotropicale, definita dal WWF (codice ecoregione: AT0105), comprendente le isole Comore, situate nell'oceano Indiano.

## Territorio
Questa ecoregione comprende le foreste e i terreni un tempo ricoperti da esse delle isole Comore, un gruppo di isole dell'oceano Indiano occidentale. Queste isole sono situate nella parte settentrionale del canale del Mozambico a circa 300 km dalle coste settentrionali del Madagascar e a circa 300 km da quelle dell'Africa orientale. Il gruppo insulare comprende in tutto quattro isole: Grande Comore (1146 km²), Mohéli (211 km²) e Anjouan (424 km²), che costituiscono la Repubblica Indipendente delle Comore, e Mayotte (374 km²), un dipartimento d'oltremare della Francia.
Le isole Comore hanno un clima tropicale marittimo. La stagione delle piogge si protrae da ottobre ad aprile, quando i venti settentrionali provenienti dall'oceano Indiano trasportano sulla regione aria umida e calda. La temperatura media durante la stagione umida è di 25 °C, ma in marzo, il mese più caldo, il termometro può superare i 29 °C. Tra maggio e settembre sulla regione prevalgono i venti meridionali, che trasportano aria più fresca (circa 18 °C) e secca. Nel corso dell'anno, tuttavia, le precipitazioni e le temperature variano notevolmente da un'isola all'altra, e perfino da una regione all'altra della stessa isola, a causa della morfologia accidentata. Le regioni centrali di ogni isola, più elevate, sono spesso più fresche e umide di quelle costiere circostanti. Da questa variabilità climatica consegue l'esistenza di diversi microhabitat su ogni isola, ai quali corrispondono una flora e fauna diverse.

## Flora

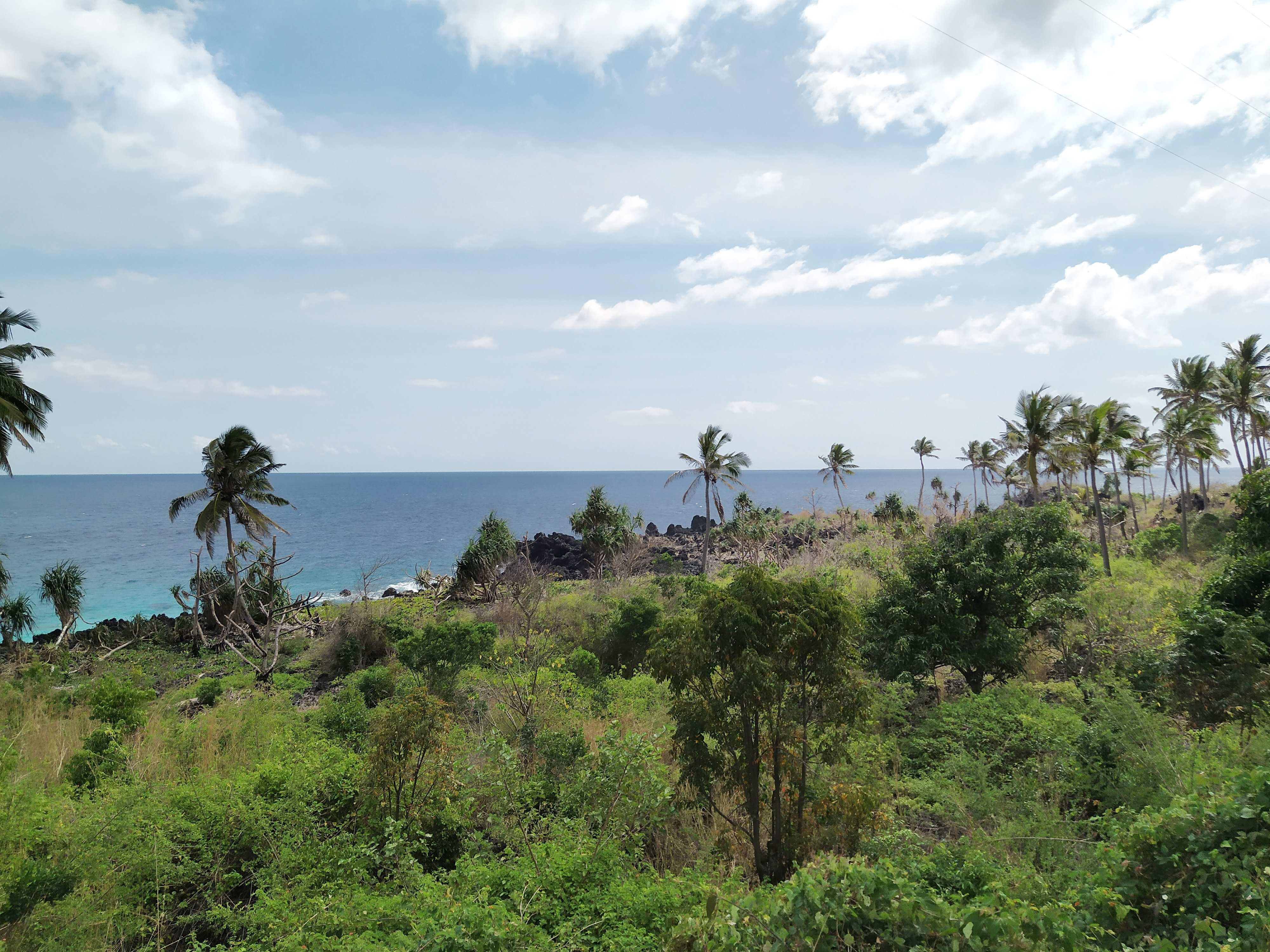
Foresta su Grande Comore

Tranne alcune eccezioni, la vegetazione di questa ecoregione è simile a quella del Madagascar. Le foreste umide sempreverdi di pianura e di bassa quota costituiscono l'ambiente naturale più esteso e maggiormente minacciato, e si incontrano dal livello del mare fino a 1800 m di quota. Al di sopra del 1800 m, sul monte Karthala, boschetti di un particolare tipo di erica gigante (Phillipia comorensis) dominano l'impervio paesaggio. Ciuffi sparsi di vegetazione erbacea crescono sulle colate di lava e sui campi di cenere alla base di questo vulcano attivo. Altre aree di pianura presentano una caratteristica boscaglia di tipo indo-pacifico. Finora su queste isole sono state censite almeno 935 specie di piante, di cui più del 40% (416 specie) sono endemiche. Le famiglie meglio rappresentate sono Sapotaceae, Ebenaceae, Rubiaceae, Myrtaceae, Clusiaceae, Lauraceae, Burseraceae, Euphorbiaceae, Sterculiaceae, Pittosporaceae e Celastraceae.

## Fauna
Le Comore non ospitano una fauna molto ricca, anche se qui il numero di specie è più elevato di quello della maggior parte delle altre isole dell'oceano Indiano, grazie alla vicinanza sia al Madagascar che al continente africano. Vi sono solamente otto specie autoctone di mammiferi: tre di volpi volanti, tre di pipistrelli insettivori e due di lemuri. Per quanto riguarda i rettili, sono presenti 32 specie terrestri e due specie di tartarughe marine, la tartaruga verde (Chelonia mydas), che nidifica sulle spiagge di queste isole, e la tartaruga embricata (Eretmochelys imbricata), che è stata avvistata nelle acque circostanti. Anche la diversità di uccelli e anfibi è piuttosto bassa.
Ciononostante, anche se il numero di specie è relativamente basso, il tasso di endemismi è elevato. Tra gli uccelli, 21 specie vivono unicamente in questa ecoregione. Di queste, 12 sono confinate su un'unica isola e le altre sono presenti su più isole. Citiamo tra essi la nettarinia di Anjouan (Cinnyris comorensis) e la nesilla di Anjouan (Nesillas longicaudata), entrambe confinate sull'isola omonima, e il piccione oliva delle Comore (Columba pollenii) e il piccione blu delle Comore (Alectroenas sganzini), presenti su tutte le isole dell'arcipelago. La maggior parte di queste specie vive nelle foreste di pianura, che si stanno restringendo sempre più, e una, l'occhialino di Grande Comore (Zosterops mouroniensis), vive solamente nella fascia di alta quota dominata dalle eriche (al di sopra dei 1700 m) del monte Karthala, a Grande Comore. Questo monte ospita quattro specie di uccelli endemiche, tra cui l'assiolo di Grande Comore (Otus pauliani), in pericolo critico di estinzione, il pigliamosche di Grande Comore (Humblotia flavirostris) e il drongo di Grande Comore (Dicrurus fuscipennis), tutte quante minacciate dalla distruzione dell'habitat. Alcune specie di uccelli hanno popolazioni costituite da meno di 100 individui e sono a un passo dall'estinzione. Altre due specie estremamente minacciate sono il drongo di Mayotte (Dicrurus waldenii) e l'assiolo di Anjouan (Otus capnodes).
Delle otto specie originarie di mammiferi presenti su queste isole, due specie di volpi volanti sono endemiche (Pteropus livingstonii e Rousettus obliviosus). Tra gli altri mammiferi ricordiamo il maki mongoz (Eulemur mongoz) e una sottospecie quasi endemica di volpe volante (Pteropus seychellensis comorensis). Dei 34 rettili presenti, 9 sono endemici. Tra essi figurano due specie di geco diurno (Phelsuma sp.), quattro di scinco arboricolo (Cryptoblepharus sp.) e due di camaleonte (Furcifer sp.). Non esistono specie endemiche di anfibi. Tra le dozzine di lepidotteri endemici, vi sono due specie di papilionidi: Papilio aristophontes e Graphium levassori.

## Conservazione
La popolazione delle Comore supera attualmente i 700.000 abitanti, e man mano che essa aumenta sempre più foresta viene abbattuta per fare spazio a nuove terre da coltivare. Inoltre, le poche aree di foresta rimaste e i loro abitanti, in particolare le volpi volanti, sono minacciati dalle eruzioni vulcaniche e dai cicloni.
La più vasta area di foresta rimasta incontaminata è situata sul versante superiore delle pendici del monte Karthala, ma essa non gode di alcuna protezione, così come la foresta di Ntingui ad Anjouan. Tra le aree protette figurano la Important Bird Area del Monte Combani e il parco nazionale di Saziley, a Mayotte, mentre l'unica area protetta della Repubblica Indipendente delle Comore è il parco marino di Mohéli.